# Vuurborsthoningzuiger
De vuurborsthoningzuiger (Aethopyga flagrans) is een honingzuiger, die alleen voorkomt in de Filipijnen.

## Herkenning
Deze soort wordt inclusief staart zo'n 9,5 centimeter lang. De vogel is olijfbruin van boven. Het mannetje heeft een staalblauwe kruin, keel en borst. Binnen dit  blauw is een V-vormige, vuurrode vlek. De buik is vuilgeel. Het vrouwtje heeft een lichtgrijze keel en borst, naar de buik toe geleidelijk lichtgeel.

## Verspreiding
De vogel komt voor op de eilanden Catanduanes en midden en zuidelijk Luzon. De leefgebieden liggen in natuurlijk tropisch bos.